# Audan Schortandy
Der Audan Schortandy (kasachisch Шортанды ауданы Şortandy audany) ist ein Bezirk der Region Aqmola im Norden Kasachstans. Verwaltungssitz des Bezirks ist die Siedlung Schortandy. Einwohnerzahl: 29.538 (Volkszählung 2009) 33.074 (Volkszählung 1999).

## Geographie
Der Fluss Ischim und sein Nebenfluss Kalkutan fließen durch den Bezirk Schortandy. Der Balyktykol-See liegt im Bezirk.

## Dörfer im Audan
- Scholymbet